# Санто Нињо (Меоки)
Санто Нињо (шп. Santo Niño) насеље је у Мексику у савезној држави Чивава у општини Меоки. Насеље се налази на надморској висини од 1156 м.

## Становништво
Према подацима из 2010. године у насељу је живело 10 становника.

### Хронологија
| Година       | 2000        | 2005         | 2010 |
| ------------ | ----------- | ------------ | ---- |
| Становништво | 20 (8 / 12) | 25 (15 / 10) | 10   |

### Попис
| # | Индикатор                     | Вредност |
| - | ----------------------------- | -------- |
| 1 | Укупно домаћинстава           | 8        |
| 2 | Укупно насељених домаћинстава | 2        |
| 3 | Величина локације             | 1        |